# کوچ عاشقانه
 کوچ عاشقانه نام یک آلبوم موسیقی اثر علیرضا عصار، هنرمند ایرانی است که در سبک پاپ تهیه شده و دارای ۷ آهنگ است.

## فهرست آهنگ‌ها
| ردیف | آهنگ          |
| ۱    | قدسیان آسمان  |
| ۲    | کویر غربت     |
| ۳    | انسانم آرزوست |
| ۴    | کوچ عاشقانه   |
| ۵    | دل عاشق       |
| ۶    | بوی باران     |
| ۷    | کوی عشق       |